# Comuna Hidișelu de Sus, Bihor
Hidișelu de Sus (în maghiară Harangmező, în germană Glockendorf) este o comună în județul Bihor, Crișana, România, formată din satele Hidișelu de Jos, Hidișelu de Sus (reședința), Mierlău, Sântelec și Șumugiu.

## Demografie
Componența etnică a comunei Hidișelu de Sus
     Români (86,31%)
     Romi (4,48%)
     Alte etnii (1,01%)
     Necunoscută (8,19%)
Componența confesională a comunei Hidișelu de Sus
     Ortodocși (75,24%)
     Baptiști (9,85%)
     Penticostali (3,96%)
     Alte religii (2,49%)
     Necunoscută (8,47%)
Conform recensământului efectuat în 2021, populația comunei Hidișelu de Sus se ridică la 3.259 de locuitori, în scădere față de recensământul anterior din 2011, când fuseseră înregistrați 3.315 locuitori. Majoritatea locuitorilor sunt români (86,31%), cu o minoritate de romi (4,48%), iar pentru 8,19% nu se cunoaște apartenența etnică. Din punct de vedere confesional, majoritatea locuitorilor sunt ortodocși (75,24%), cu minorități de baptiști (9,85%) și penticostali (3,96%), iar pentru 8,47% nu se cunoaște apartenența confesională.

## Politică și administrație
Comuna Hidișelu de Sus este administrată de un primar și un consiliu local compus din 13 consilieri. Primarul, Adrian Petroi[*], de la Partidul Național Liberal, este în funcție din 2008. Începând cu alegerile locale din 2024, consiliul local are următoarea componență pe partide politice:
|  | Partid                                | Consilieri | Componența Consiliului | Componența Consiliului | Componența Consiliului | Componența Consiliului | Componența Consiliului | Componența Consiliului |
|  | ------------------------------------- | ---------- | ---------------------- | ---------------------- | ---------------------- | ---------------------- | ---------------------- | ---------------------- |
|  | Partidul Național Liberal             | 6          |                        |                        |                        |                        |                        |                        |
|  | Partidul Social Democrat              | 5          |                        |                        |                        |                        |                        |                        |
|  | Partidul Oamenilor Tineri             | 1          |                        |                        |                        |                        |                        |                        |
|  | Partidul Alianța Renașterea Națională | 1          |                        |                        |                        |                        |                        |                        |